# Nordlig flatbagge
Nordlig flatbagge (Thymalus oblongus) är en skalbaggsart som beskrevs av Edmund Reitter 1889. Nordlig flatbagge ingår i släktet Thymalus, och familjen flatbaggar. IUCN kategoriserar arten globalt som otillräckligt studerad. Enligt den svenska rödlistan är arten sårbar i Sverige. Arten förekommer i Nedre Norrland och Övre Norrland. Artens livsmiljö är skogslandskap.